# توم براون (مهندس)
توماس جراهام براون (بالإنجليزية:  Thomas Graham Brown)‏ (و.10 أبريل 1933 م في غلاسكو - 13 ديسمبر 2019 م )، مهندس اسكتلندي له انجازات هندسية من أبرزها التعاون في تصميم أول آلة تصوير بالموجات فوق الصوتية جنباً إلى جنب مع أخصائي التوليد والمصمم ايان دونالد.

## حياته
في عام 1944 م التحق براون في مدرسة آلان غلين في غلاسكو، وفي أبريل 1951م، بعد الانتهاء من المدرسة والقيام بزيارة استكشافية إلى الشركة لمقابلة كبير المهندسين، انضم إلى ( Kelvin & Hughes Ltd) في ذلك الوقت وهو مصنع غلاسكو للأدوات العلمية كمتدرب تقني وتدرب فيها لمدة خمس سنوات، وبعد عامين بدأ العمل في أليكس رانكين .

## مساره المهني
في عام 1956م تمت ترقية براون إلى مهندس بحث وتطوير في شركة (Kelvin & Hughes Ltd).

### المستوصف الغربي (Western Infirmary)
كان ذلك في أواخر عام 1956م عندما التقى براون لأول مرة إيان دونالد، براون على الرغم من صغر سنه (23 عامًا )، كان يعمل سابقًا في جهاز الكشف التلقائي عن الخلل لاختبار المنتجات الصناعية، وأثناء العمل في المستوصف الغربي (Western Infirmary) بتركيب لمبة في غرفة العمليات، اكتشف براون أن دونالد كان يختبر جهاز الكشف عن الخلل، نظر براون على الفور إلى دونالد في دليل المستوصف، واتصل به ورتب معه اجتماعًا، وعندما التقيا، لاحظ براون أن ( Mark IIb ) لم يتم تصنيعها بواسطة (Kelvin & Hughes)، ولكن تم تصنيعها بموجب عقد، لم يرغب براون في إهانة دونالد من خلال شرح سبب عدم عمل الآلة بشكل صحيح، عرض براون أن يجرب ويصدر جهازًا آخر من مكان ما، ثم اتصل براون بأليكس رانكين، الرجل الذي تعاون مع براون على كشف الخلل التلقائي للمساعدة وعرض رانكين تقديم هدية للكشف عن آخر عيوب (Mk IV) والتي تم إرسالها لاحقًا إلى محطة غلاسكو المركزية من موقع (Barkingside Labs) في (Kelvin & Hughes )، من أجل التسليم إلى براون.

### الماسح الضوئي بالوضع ب (B-mode scanner)
كان براون قريباً من نائب رئيس مجلس الإدارة بيل سلاتر الذي أرسل براون لرؤية بيل هاليداي كبير الباحثين في الشركة للحصول على رأيه بشأن بناء الجهاز، التقى براون بهاليداي واخبره بشأن الجهاز، وكان ذلك قبل عدة أشهر من تلقي براون ردًا على شكل مذكرة تفيد بأن سميثس قد خصص 500 جنيه إسترليني للتطوير وأن براون كان قادرًا على قضاء نصف يوم أسبوعيًا في العمل مع دونالد، حيث كان الماسح الضوئي الجديد B-mode معروفًا أيضًا باسم (Bed-Table Scanner) وتم بناؤه من مزيج من الأجزاء الطبية والصناعية، تمكن براون من استخلاص جهاز كشف عيوب مارك الرابع الأقدم في غلاسكو إلى جانب أنبوب أشعة كاثود ذي انحراف كهربائي 6 بوصة مأخوذ من متاجر الشركة في غلاسكو. من قسم (Barkingside R&D ) ،عثر براون على آلة تجريبية لاختبار اللحام، وتم تفكيك كل من هذه الآلات لقطع الغيار لقياس موضع المحول، اختار براون نظام إطار قياس متعامد "X-Y" ، و استخدم لهذا قطعة باهظة الثمن للغاية الإلكترونية أكثر من الميزانية 500 جنيه استرليني. ومع ذلك، نجح براون في إزالة مكون تالف وإصلاحه وتم بناء الماكينة على سطح مستشفى قديم .
وبحلول أواخر عام 1957م، تم إنشاء أول ماسحة ضوئية للاتصال بـ (B-mode) واستخدمت سريرياً بحلول ذلك العام، حصل التصميم على براءة اختراع ،وفي عام 1957م ومع تسمية براون للمخترع بحقوق تجارية مخصصة للشركة. وفي يونيو 1958 نشر دونالد ومكفيكار وبراون بحث تاريخي في (The Lancet)، ناقشوا تطوير الماسح الضوئي (A-mode) والقرارات التي أدت إلى الماسح الضوئي (B-mode) ،وعلى الرغم من أن الصور في الورقة كانت خام للغاية إلا أنها كانت أول تطبيق ناجح للموجات فوق الصوتية التوليدية، وفي عام 1961م اندمجت كيلفن هيوز مع سميث للصناعات، وفي عام 1963م أصبح براون مديرًا لقسم الموجات فوق الصوتية الطبية في غلاسكو بعد وفاة أليكس رانكين.

### مهنة لاحقة
في عام 1965م تم تعيين براون في منصب كبير المهندسين في هانيويل مع الانتقال إلى هيميل هيمبستيد، في هانيويل عمل على تصميم جراحات القلب المفتوح، بالإضافة إلى غرف العمليات الجاهزة، وفي عام 1967م غادر براون هانيويل للعمل في مؤسسة النووية في أدنبرة ، وهي الشركة التي اشترت وحدة الموجات فوق الصوتية الطبية من كيلفن آند هيوز في عام 1966م، ونظرًا لأن شركة( Nuclear Enterprises) لم تشتر حقوق براءات الاختراع الخاصة بتصميمات الموجات فوق الصوتية، فقد انتقلت بدلاً من ذلك إلى شركة في الولايات المتحدة لتجاوز براءات الاختراع الخاصة به، قرر براون تطوير جهاز الموجات فوق الصوتية ثلاثي الأبعاد ودراسة المشكلة بشكل رسمي، وفي عام 1970م أصبح براون زميل أبحاث لدراسة الفيزياء الطبية والتصوير ثلاثي الأبعاد في جامعة أدنبرة ، في عام 1973م تم تعيين براون كقائد فريق لتطوير الماسحات ثلاثية الأبعاد متعددة الأبعاد في ليفينجستون .
طور براون ماسح ضوئي ملامس يمكن أن ينتج صورة افتراضية ثلاثية الأبعاد لأنسجة الجسم، أخيرًا تم تطوير الجهاز الجديد المعروف باسم (Multiplanar Scanner) بحلول عام 1976م وعرضه في معهد أمريكي للموجات فوق الصوتية في الطب ودخل حيز الإنتاج عام 1977م، ومع ذلك، كانت المبيعات إلى المملكة المتحدة والمستشفيات الخارجية سيئة وتم سحب الماكينة في عام 1979م وتم اغلاق المشروع في ليفينجستون، كان اهتمام براون في تصميم جهاز (Multiplanar Scanner) مثير للإعجاب وكان خطوة في الاتجاه الصحيح ولكن في ذلك الوقت كانت موارد الحوسبة ضئيلة، حيث كانت غير كافية لتحقيق النتائج المرجوة، ولم يتمكن براون من العثور على أي عمل آخر في صناعة الأجهزة الطبية وقرر العودة إلى العمل في صناعة النفط والغاز حيث كان يعمل حتى عام 1998م. وبعد تقاعده في عام 1999م، عمل بدوام جزئي كمدير للجودة في مركز الحماية الإشعاعية في مستشفى سانت جورج في توتينج ، لندن ،و في عام 2002م، عاد إلى اسكتلندا ليتقاعد، وفي عام 2005م، أسس براون شركة صغيرة، (NoStrain) لتكريم ومساعدة (Sonographers) الذين عانوا من اضطرابات العضلات والعظام وتوفي في 13 ديسمبر 2019.

## زواجه
في عام 1958م، تزوج براون من جيريا ني ستيفنس وأنجبت منه ثلاث بنات وله ستة أحفاد.

## الجوائز الحاصل عليها
في عام 1982م، تم انتخاب براون جنباً إلى جنب مع دونالد كأول أعضاء حياة فخرية في الجمعية الطبية البريطانية للموجات فوق الصوتية، وفي عام 1996م حصل على جائزة يان دونالد للميدالية الذهبية للجدارة الفنية، وفي عام 2007 ، حصل براون على زمالة فخرية من الكلية الملكية لأطباء التوليد وأمراض النساء، في عام 2014م تم تجنيد براون في قاعة مشاهير الهندسة الاسكتلندية ومنحه زمالة فخرية من معهد المهندسين وبناة السفن في اسكتلندا.